# Заболотцівська сільська рада (Іваничівський район)
Заболотцівська сільська рада — колишня адміністративно-територіальна одиниця та орган місцевого самоврядування у Іваничівському районі Волинської області з адміністративним центром у селі Заболотці.
Припинила існування 21 грудня 2016 року через об'єднання до складу Литовезької сільської територіальної громади Волинської області. Натомість утворено Заболотцівський старостинський округ при Литовезькій сільській громаді.

## Населені пункти
Сільській раді були підпорядковані населені пункти:
- с. Заболотці
- с. Біличі

## Населення
Згідно з переписом УРСР 1989 року чисельність наявного населення сільської ради становила 1527 осіб, з яких 716 чоловіків та 811 жінок.
За переписом населення України 2001 року в сільській раді мешкала 1561 особа.

### Мова
Розподіл населення за рідною мовою за даними перепису 2001 року:
| Мова       | Відсоток |
| ---------- | -------- |
| українська | 99,04 %  |
| російська  | 0,84 %   |
| білоруська | 0,06 %   |
| молдовська | 0,06 %   |

## Склад ради
Сільська рада складалася з 18 депутатів та голови. У складі нинішнього скликання ради половина депутатів є самовисуванцями та ще по троє депутатів є висуванцями від ВО «Батьківщина», від Народної Партії і від ВО «Свобода». 

## Керівний склад сільської ради
| ПІБ                        | Основні відомості                                                             | Дата обрання | Дата звільнення |
| -------------------------- | ----------------------------------------------------------------------------- | ------------ | --------------- |
| Бакика Галина Василівна    | Сільський голова, 1955 року народження, освіта, член народної партії          | 26.03.2006   | 31.10.2010      |
| Конон Олександр Степанович | Сільський голова, 1973 року народження, освіта середня загальна, безпартійний | 31.10.2010   |                 |

Примітка: таблиця складена за даними джерела

## Населення
Населення сільської ради згідно з переписом населення 2001 року становить 1,555 осіб, площа — 36.61 км², щільність — 42.5 осіб/км². 
| Населенні пункти  | 2001 рік | 1989 рік |
| ----------------- | -------- | -------- |
| Біличі            | 528      | 540      |
| Заболотці         | 1027     | 1000     |
| Сукупне населення | 1,555    | 1,540    |